# Frank Gambale
Frank Gambale (Camberra, 22 de dezembro de 1958) é um guitarrista australiano de jazz fusion. Ele é conhecido principalmente pelo uso das técnicas sweep-picking e economy picking. Começou a tocar guitarra aos sete anos, influenciado pelo blues de Jimi Hendrix, John Mayall/Eric Clapton, Grateful Dead's Jerry Garcia e pelas músicas dos Beatles, para citar apenas alguns nomes. Mais tarde descobriu Steely Dan, The Brecker Brothers e Chick Corea, levando-o à direção do jazz. Com 15 anos, influenciado pelos improvisos de Chick Corea e Michael Brecker, começou a desenvolver a técnica do sweep-picking, outrora inexistente, considerada impossível antes de que Gambale a aprimorasse. Mas segundo alguns, o talvez pioneiro nesta técnica foi Jan Akkerman do grupo holandes de prog e jazz rock, Focus.

## Discografia
Solo
- 1986 Brave New Guitar (Legato)
- 1987 A Present for the Future (Legato)
- 1989 Live! (Legato)
- 1990 Thunder from Down Under (JVC)
- 1991 Note Worker (JVC)
- 1993 The Great Explorers (JVC)
- 1994 Passages (Samson)
- 1995 Thinking Out Loud (JVC)
- 2000 Coming to Your Senses (Favored Nations)
- 2000 The Light Beyond with Stuart Hamm, Steve Smith (Tone Center)
- 2004 Raison D'être (ESC)
- 2004 Resident Alien - Live Bootlegs (Wombat)
- 2004 Resident Alien - Live Bootlegs Disc Two (Wombat)
- 2006 Natural High (Wombat)
- 2010 Natural Selection (Wombat)

### Participação em Outros Projetos
com "Maurizio Colonna"
- 2000 Imagery Suite (also known as Playgame)
- 2005 Live
- 2007 Bon Voyage

com o grupo "Chick Corea Elektric Band"
- 1987 Light Years
- 1988 Eye of the Beholder
- 1990 Inside Out
- 1991 Beneath the Mask
- 1996 The Songs of West Side Story
- 2004 To the Stars
- 2004 Chick Corea Elektric Band – Live at Montreux (DVD)

com o grupo "GHS"
- 1998 Show Me What You Can Do
- 2000 The Light Beyond
- 2002 GHS 3

com o grupo "GRP Super Live"
- 1988 GRP Super Live – in Concert

com o grupo "Mark Varney Project"
- 1990 Truth in Shredding (with Allan Holdsworth)
- 1991 Centrifugal Funk (with Brett Garsed and Shawn Lane)

com o grupo "Vital Information"
- 1988 Fiafiaga
- 1991 Vital Live
- 1992 Easier Done Than Said
- 1996 Ray of Hope
- 1998 Where We Come From
- 2000 Live Around the World
- 2000 Live from Mars
- 2002 Show 'em Where You Live
- 2004 Come on In
- 2012 Live! One Great Night